# Martine Le Moignan
Martine Le Moignan, MBE (* 28. Oktober 1962 in Guernsey) ist eine ehemalige englische Squashspielerin.

## Karriere
Martine Le Moignan begann ihre Karriere im Jahr 1984. Im November 1987 erreichte sie mit Rang drei die beste Platzierung ihrer Karriere in der Weltrangliste. Bereits in ihrer Juniorenkarriere wurde sie Vize-Weltmeister, als sie 1981 Lisa Opie mit 4:9, 6:9 und 8:10 in Ottawa unterlag. Im Aktivenbereich konnte sie diesen Erfolg 1989 übertreffen: Im Finale der Weltmeisterschaft besiegte sie Susan Devoy aus Neuseeland mit 4:9, 9:4, 10:8 und 10:8. Im Jahr darauf verpasste sie gegen Devoy die Titelverteidigung und unterlag ihr in der Neuauflage des Endspiels mit 4:9, 4:9 und 4:9. Mit der englischen Nationalmannschaft wurde sie ebenfalls mehrfacher Welt- sowie Europameister. Bei Weltmeisterschaften gewann sie von 1985 bis 1990 mit der Mannschaft vier Titel in Folge, bei Europameisterschaften gewann sie neun Titel. Auch im Einzel gewann sie 1992 gegen Sabine Schöne den Europameistertitel. Bei den British Open erreichte sie 1985, 1989 und 1992 jeweils das Finale. In den Jahren 1984, 1988 und 1991 wurde sie britische Landesmeisterin.

## Erfolge
- Weltmeister: 1989
- Weltmeister mit der Mannschaft: 4 Titel (1985, 1987, 1989, 1990)
- Europameister: 1992
- Europameister mit der Mannschaft: 9 Titel (1981–1983, 1986–1989, 1991, 1992)
- Britischer Meister: 3 Titel (1984, 1988, 1991)